# Bir Bou Haouch
Bir Bou Haouch (în arabă بئر بوحوش) este o comună din provincia Souk Ahras, Algeria.
Populația comunei este de 6.380 de locuitori (2008).